# Scott Amendola

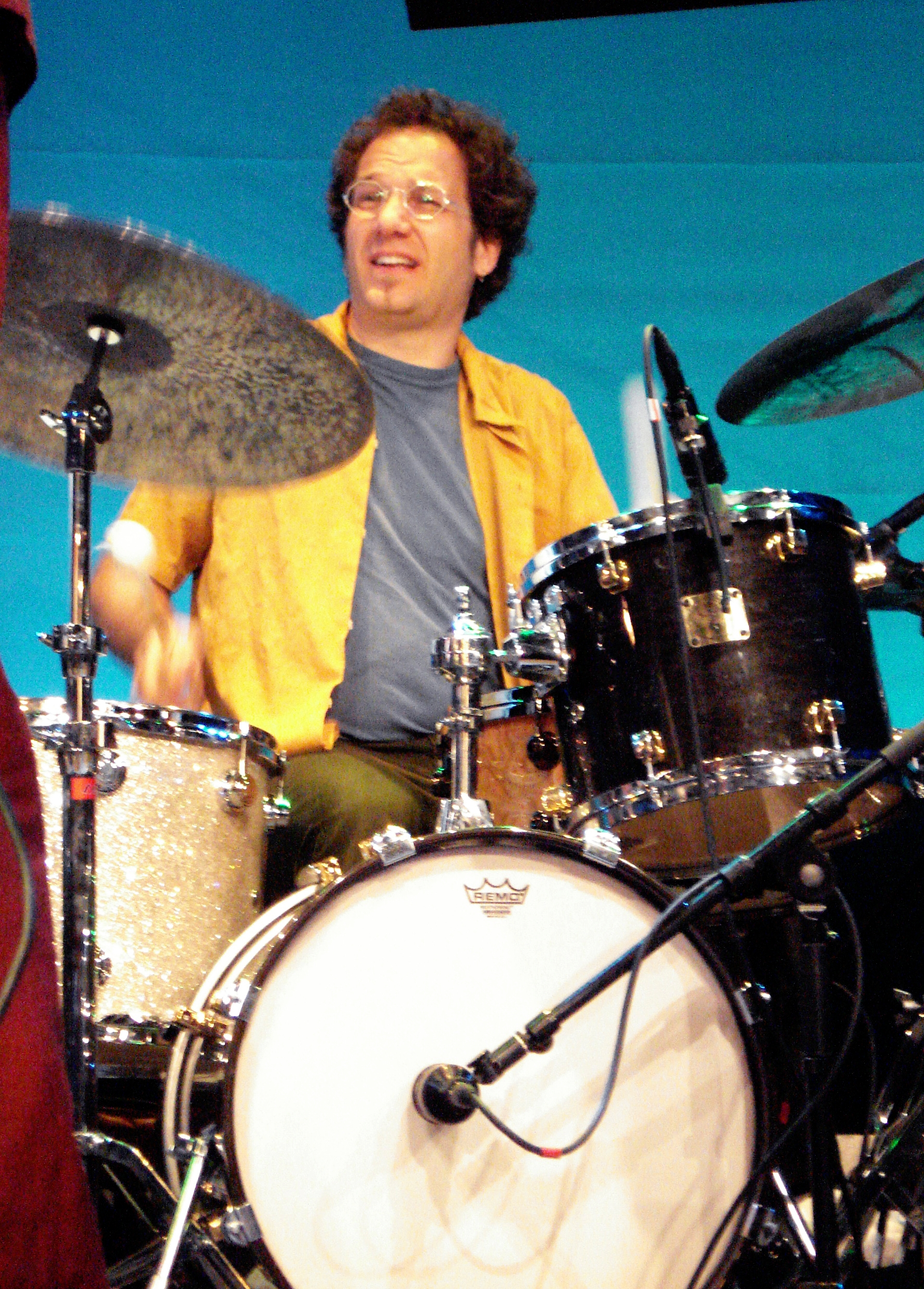
Scott Amendola tijdens een concert in 2009

Scott Amendola (6 februari 1969) is een Amerikaanse jazz-drummer, percussionist, bandleider en componist, actief in de San Francisco Bay Area.

## Biografie
Amedola, afkomstig uit New Jersey, studeerde aan Berklee School of Music in Boston. Na zijn verhuizing naar de Bay Area speelde hij in de jaren negentig in de band T.J. Kirk, met daarin onder meer gitarist Charlie Hunter. Het tweede album van de groep werd genomineerd voor een Grammy. Hij leidde daarna verschillende bands, waarin Nels Cline, Jenny Scheinman, Jeff Parker, Ben Goldberg en Devin Hoff speelden. Ook toerde hij met Bill Frisell en Kelly Joe Phelps. In 1999 kwam zijn eerste album onder eigen naam uit, gevolgd door andere goed ontvangen platen. Naast zijn eigen groep is hij ook actief geweest in het kwartet van Charlie Hunter en enkele bands van Larry Ochs (Sax & drumming Core en, sinds 2007, Kihnoua). Amendola heeft meegespeeld op albums van onder meer Dmitri Matheny, Stephen Yerkey, Pat Martino, Paul Plimley, Tony Furtado, Noe Venable, Graham Connah, Carla Bozulich, Emory Joseph, John Ettinger, Red Pocket, Amy Correia, Madeleine Peyroux, Orenda Fink, Crooked Still, Alan Pasqua, Cris Williamson en Steven Bernstein.

## Discografie
- Collect My Thoughts (duo met Phillip Greenlief), ca. 1996
- Scott Amendola Band, Artofmyheart, 1999
- Cry, Cryptogramophone Records, 2003 ('albumpick' Allmusic.com)
- Believe, Cryptogramophone, 2005
- Proceed (met zijn groep Crater), Cycling Records, 2005
- Plays Monk (met Ben Goldberg en Devin Hoff), Long Song Records, 2007
- Go Home, Bag Production Records, 2010
- Lift (Scott Amendola Trio, met Jeff Parker en John Shifflett), Sazi Records, 2010
- Not Getting Behind Is the New Getting Ahead (met Charlie Hunter), Spire Artist Media, 2012

met L. Stinkbug (groep met Amendola, G.E. Stinson, Nels Cline en Steuart Liebig):
- The Allure of Roadside Curios, Starlight Furniture, 2002